# ميهو سايكي
ميهو سايكي (باليابانية: 佐伯美穂) مواليد 18 مارس 1976 في نيويورك، هي لاعبة كرة مضرب يابانية سابقة بدأت مسيرتها كمحترفة سنة 1998 وكانت تلعب باليد اليمنى. أعلى تصنيف لها في الفردي كان المركز الـ 56 في سنة 1998. أعلى تصنيف لها في الزوجي كان المركز الـ 49 في سنة 1997.

## النهائيات

### الزوجي: 4 (الألقاب 4)
| الحصيلة | الرقم | التاريخ        | الدورة                            | الأرضية | الشريك         | المنافس                    | النتيجة       |
| ------- | ----- | -------------- | --------------------------------- | ------- | -------------- | -------------------------- | ------------- |
| الفوز   | 1.    | 10 أبريل 1995  | بطولة طوكيو للتنس، اليابان        | صلبة    | يوكا يوشيدا    | كيوكو ناجاتسوكا أي سوجياما | 6–7, 6–4, 7–6 |
| الفوز   | 2.    | 14 أكتوبر 1996 | بطولة الصين المفتوحة للتنس، الصين | صلبة    | ناوكو كيجيموتا | يوكو هوسوكي كازو تاكوما    | 7–5, 6–4      |
| الفوز   | 3.    | 18 نوفمبر 1996 | تايلاند المفتوحة للسيدات، تايلاند | صلبة    | يوكا يوشيدا    | تينا كريزان نانا مياجي     | 6–2, 6–3      |
| الفوز   | 4.    | 14 فبراير 2005 | ممفيس، الولايات المتحدة           | صلبة    | يوكا يوشيدا    | لورا غرانفيل أبيغيل سبيرز  | 6–3, 6–4      |

## روابط خارجية
- ميهو سايكي على موقع رابطة محترفات التنس (الإنجليزية)
- ميهو سايكي على موقع الاتحاد الدولي لكرة المضرب (الإنجليزية)
- ميهو سايكي على موقع كأس بيلي جين كينغ (الإنجليزية)
- ميهو سايكي على موقع خلاصة التنس.كوم (الإنجليزية)
- ميهو سايكي على موقع إي إس بي إن.كوم (الإنجليزية)